# Явище (фільм, 1988)
«Явище» — радянський трисерійний телефільм 1988 року, знятий режисером Георгієм Матарадзе на кіностудії «Грузія-фільм».

## Сюжет
Після того, як директор консервного заводу Міріан Табідзе мало не загинув, він замислився над тим, кому ж вигідна його смерть. За своє довге життя він завдав багато шкоди різним людям. І всі вони — начальник відділу кадрів, рекетир-невдаха, дочка, зять, коханка — бажають йому смерті. Але Міріан навіть не може припустити, хто ж найбільше прагне його загибелі. Колись Табідзе покинув дівчину, яка народила від нього сина Георгія. Не переживши зради, молода мати наклала на себе руки, й тепер Георгій хоче помститися батькові.

## У ролях
- Георгій Харабадзе — Міріан Табідзе, директор консервного заводу
- Леван Учанейшвілі — Георгій Санеблідзе
- Марина Кахіані — Кеті
- Трістан Саралідзе — Баха-Баха, рекетир
- Мзія Махвіладзе — теща Міріана Табідзе
- Лія Гудадзе — дружина Міріана Табідзе
- Кетеван Кобулія — Нана, дочка Міріана Табідзе
- Аміран Буадзе — чиновник
- Нугзар Курашвілі — Кото Шавдія, директор заводу безалкогольних напоїв
- Заза Колелішвілі — Важа, художник, наречений Нани
- Рамаз Гіоргобіані — Джібо Абзіанідзе, начальник відділу кадрів заводу
- Борис Ципурія — Чичико Тагварелідзе, новий співробітник заводу
- Хатуна Мчедлідзе — Бабі
- Нанулі Сараджишвілі — Надя, секретар
- Барбаре Январашвілі — роль другого плану
- Заза Кашібадзе — співробітник заводу
- Алеко Алавідзе — роль другого плану
- Лері Гапріндашвілі — співробітник заводу
- Тенгіз Таваріані — роль другого плану
- Гела Отарашвілі — роль другого плану
- Придон Гуледані — роль другого плану
- Шота Схіртладзе — Лумкадзе, співробітник міліції
- Важа Пірцхалаїшвілі — буфетник
- Гіо Арабулі — роль другого плану
- Манана Давіташвілі — Джулія
- Резо Есадзе — Теймураз, психолог
- Михайло Вашадзе — конюх
- Гурам Мгалоблішвілі — священник
- Гія Дзнеладзе — Гуга, колишній хлопець Кеті
- Лейла Дзіграшвілі — мати Бахі-Бахі
- Ліа Капанадзе — Меліко, мати Кеті
- Гіві Тхлашадзе — роль другого плану
- Мурман Джинорія — Вахтанг, секретар партії
- Марина Сагарадзе — секретар Вахтанга
- Гурам Петріашвілі — душевнохворий
- Нодар Сохадзе — перехожий
- Манана Цхададзе — епізод
- Джімі Ломідзе — душевнохворий
- Геронтій Дарахвелідзе — епізод
- Шота Мерабішвілі — епізод
- Руслан Мікаберідзе — співробітник заводу, виступав на зборах
- Михайло Квлівідзе — читає текст, автор перекладу

## Знімальна група
- Режисер — Георгій Матарадзе
- Сценаристи — Юза Качеїшвілі, Георгій Матарадзе
- Оператор — Лері Мачаїдзе
- Композитор — Яків Бобохідзе
- Художник — Нодар Сулеманашвілі